# Réveil chrétien
Pour les articles homonymes, voir Réveil.
 (mai 2019).
Le Réveil chrétien (christian revival) ou réveil spirituel est un mouvement social et culturel de renouvellement spirituel visant à « réveiller » une foi assoupie, installée et routinière. Ces mouvements jalonnent l'histoire protestante (on pourrait sans doute prétendre que la Réforme fut un Réveil de l'Église catholique romaine[réf. nécessaire]) et ils furent plus fréquents et importants aux États-Unis à partir du XIXe siècle. Ils préconisent une piété plus personnelle, existentielle et sentimentale, « réveillée » par rapport à une foi jugée affadie.

## Le phénomène du revivalisme: réveils spirituels
Parmi d'autres sources : Global Anabaptiste Mennonite Encyclopédy Online (GAMEO).
Dans les relations entre les hommes et le Dieu d'Abraham apparaissent à certains moments des périodes d'exaltation particulièrement vives, comme si soudain Dieu devenait très proche et sa présence évidente et « palpable ».
L'expérience est accompagnée pour certaines personnes de manifestations physiques (tremblements, pleurs, rires, prostration ou agitation, etc.). Puis le phénomène s'estompe lentement avec les années, pour réapparaître ailleurs sous une forme nouvelle, souvent combattue par les successeurs du réveil précédent qui ne retrouvent plus leurs marques.
Exemple de réveils au cours de l'histoire : celui qui a suivi la révélation au Sinaï, l'inauguration du Temple sous Salomon, la Réforme sous Esdras, la grande Pentecôte et les 4 petites pentecôtes racontées dans les Actes des Apôtres, les réveils successifs en milieux orthodoxes d'Europe centrale, ceux lancés par Ignace de Loyola ou par François d'Assise, les « enfants prophètes » chez les huguenots des Cévennes, sans oublier le hassidisme chez les Juifs d'Europe centrale, etc.
Plus près de nous, ces réveils ont été nombreux dans les milieux protestants évangéliques de langue anglaise (quakers, Shakers, Laughers, méthodistes, puis au début du XXe siècle au Sud du Pays de Galles, puis à Azusa Street à Los Angeles (débuts du Pentecôtisme), etc.).
Actuellement, il s'en voit en plusieurs points de la planète (bénédiction du père à Toronto, à Peniscola aux États-Unis, au Guatemala, en Argentine, au Congo, en Corée du Sud, etc.) ainsi que dans plusieurs pays islamiques (Kabylie, Iran).
Les chrétiens « pentecôtistes » attendent un grand réveil mondial au retour de Jésus-Christ.

## Principales caractéristiques
- La conversion personnelle : le chrétien converti fait, à une date et un endroit donnés – dont il se souviendra toujours - une expérience spirituelle qui transforme sa vie.
- La joie et l’enthousiasme : le revivaliste (converti du Réveil) ayant été personnellement touché par l’action de l’Esprit est confiant dans le futur et heureux dans le présent. Il n’hésite pas à chanter, danser parfois, au point que certains phénomènes de transes apparus au cours de campagnes de Réveil ont parfois suscité méfiance et dérision.
- La Bible seule : rien de nouveau par rapport à la théologie protestante « classique » si ce n’est l’intensité de la référence à la Bible et l’activité importante de diffusion, d’évangélisation, d’étude et de lecture (souvent assez littérale) soutenue par les sociétés bibliques.
- Le salut et le rachat des pécheurs par le sacrifice du Christ sur la croix. Les revivalistes accordent une grande importance à la repentance et la régénération personnelle individuelle, en insistant sur l'expérience du péché et de la régénération.
- L'action de Dieu sur les hommes s'exerce principalement à travers son Esprit qui prend une importance majeure[3].
- La "grâce de l'unité" qui tend à communiquer le réveil aux autres familles chrétiennes, les Chrétiens s'intéressent plus particulièrement à leurs frères Juifs, etc.
- Une action concrète pour les plus défavorisés : sans revenir sur la notion de salut par la grâce, les réveils (et particulièrement leurs adhérentes féminines) ont une action sociale importante dans les domaines de l'éducation, la santé, la pauvreté. Les réveils sont à l'origine de la création de nombreuses œuvres et missions.

## Réveils protestants et évangéliques
Pour les milieux protestants, les premiers Réveils peuvent être datés du Moyen Âge, où des mouvements pré-réformés (Vaudois, hussittes, Lollards, etc.) s'opposent à la religion institutionnelle, leurs membres s'impliquant dans une pratique plus personnelle et plus engagée de leur foi. La communauté des Frères moraves est restée active depuis Jean Hus jusqu'à ce jour.
Au XVIe siècle, les anabaptistes, et ultérieurement les mennonites, vivent cette même sorte de piété.
À partir du XIXe siècle, les Réveils veulent susciter une piété plus existentielle, plus sentimentale ou émotionnelle, plus engagée et plus démonstrative, qui se fonde sur une expérience personnelle plus que sur l'adhésion à un enseignement. Ils représentent une protestation contre une religion à dominante intellectualiste ou dogmatique. Ils donnent une grande place au sentiment, en accord avec l'atmosphère romantique et en proximité avec la définition de la foi comme sentiment qu'on trouve chez le théologien allemand Schleiermacher, qui est aussi un des pères du libéralisme.
Le grand mouvement de Réveil protestant est en fait lancé dès le milieu du XVIIIe siècle par les prédicateurs anglicans George Whitefield et John Wesley au Royaume-Uni puis en Amérique, les pays de langue française étant atteints à leur tour par "le Réveil" dans les années 1820 à 1850. Transformant la pratique religieuse en manifestation publique, ils ont de nombreux disciples, la pratique du camp meeting restant un marqueur des nombreuses étapes de ce Réveil évangélique. Dans le sillage du méthodisme apparaissent le mouvement de sanctification puis le Pentecôtisme, diffusé à partir du Réveil d'Azusa Street (Los Angeles 1906), et les différents mouvements charismatiques inspirés du Pentecôtisme. L'Armée du salut est aussi un mouvement issu du méthodisme.
Le Christianisme charismatique considère qu'il y a eu trois réveils spirituels : pentecôtisme ("la première vague") en 1906, le Mouvement charismatique évangélique ("la deuxième vague") en 1960, et le Mouvement néo-charismatique ("la troisième vague") en 1980. En 2011, il y a 78 millions de pentecôtistes, 192 millions de charismatiques et 318 millions de néo-charismatiques dans le monde.

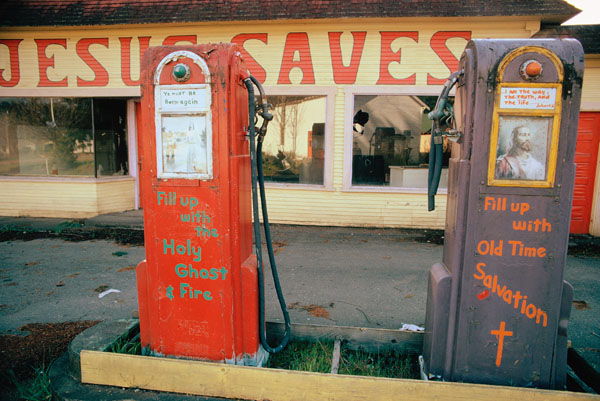
Les stations d'essence laissées à l'abandon pendant la crise de 1974 furent parfois reconverties. C'est le cas de cette station de Potlatch (État de Washington) qui devint une église.

## Réveil catholique
(Des chrétiens catholiques ont également reçu un réveil communiqué par des chrétiens pentecôtistes, ou par d'autres chrétiens réveillés par des pentecôtistes[réf. nécessaire]). Voir Renouveau charismatique catholique.

## Dans le monde

### En Suisse
À Bâle, la Christentumgesellschaft (société chrétienne allemande), fondée en 1780 selon des modèles anglais et suédois, prône un retour aux valeurs bibliques fondamentales. Au tournant du XIXe siècle, éclosent à Bâle diverses organisations d’inspiration biblique, notamment la Société biblique en 1804 et la Mission de Bâle en 1815 qui bénéficient d’un grand rayonnement. Genève est considérée comme le berceau du Réveil pour les pays de langue française. En 1810, Ami Bost et Henri Empeyta, proches des Frères moraves et de la baronne de Krüdener, y créent la Société des Amis réunissant des jeunes gens pour la prière commune, puis, en 1817, Henri Empeyta fonde la première église dégagée de tout lien avec l’État, c'est-à-dire la première église « dissidente » de Suisse romande. Trois ans plus tard, en 1820, une chapelle en bois, dite «du Témoignage», est élevée dans le jardin d’un particulier de la Cité de Calvin. C’est par l’intermédiaire de ces prédicateurs genevois que le Réveil atteint en 1821 le Canton de Vaud. Voir Église évangélique libre du canton de Vaud.

### Le Réveil du pays de Galles
En 1899, une religieuse catholique écrit au Pape pour lui demander que toute l'Église prie pour qu'une nouvelle pentecôte tombe sur l'Église Catholique. Le Pape consacre le monde entier au Saint Esprit le 1er janvier 1901, ce qui correspond à la première manifestation ayant donné lieu au pentecôtisme.
Par ailleurs, un réveil particulier est celui du pays de Galles à partir de 1904.
À l'origine, plusieurs chrétiens de familles différentes se sont réunis pour prier ensemble et demander l'action de Dieu.
Ce réveil a progressivement fait tache d'huile, particulièrement en Europe du Nord. Citons par exemple le navire Logos qui évangélisa dans tous les ports de la planète où il fait escale.
Thomas Roberts issu de ce Réveil a exercé son activité évangélisatrice en France, en liaison avec de nombreuses Églises.

### Aux États-Unis
On retiendra particulièrement le réveil d'Azusa Street, qui a lieu à Los Angeles, en Californie, à partir de 1906 et qui est à l'origine du mouvement pentecôtiste. Il est dirigé par le pasteur afro-américain William J. Seymour et continue jusqu'en 1915. Il est caractérisé par des expériences spirituelles accompagnées de témoignages de guérisons physiques miraculeuses, des cultes et du parler en langues. Critiqué à l'époque par les médias et par de nombreux théologiens chrétiens pour ce qu'ils considéraient comme des comportements scandaleux et peu orthodoxes, ce réveil est à présent considéré par les historiens comme le principal catalyseur de la diffusion du pentecôtisme au XXe siècle.

### En France
Les premiers prédicateurs sont souvent suisses ou britanniques envoyés au début du XIXe siècle par des églises méthodistes ou baptistes ; ils parcourent la France, fondent des Églises indépendantes et propagent le Réveil. Ami Bost, Félix Neff et Charles Cook sont les plus connus. Rapidement, ils sont rejoints par des théologiens et prédicateurs français, comme Antoine Vermeil, Adolphe et Frédéric Monod. Ils préfèrent les petites réunions aux grandes assemblées, et introduisent les cantiques romantiques, d’origine anglo-saxonne, alors que les réformés ne chantent que des psaumes.
Le Réveil prend pied à Paris dans les salons de la haute bourgeoisie proche du calvinisme, comme celui de Madame de Staël, très engagée dans la lutte contre l'esclavage, et ensuite dans celui de sa fille, la duchesse de Bröglie. La chapelle Taitbout, église indépendante, est fréquentée par un monde cosmopolite et élégant dont le soutien financier est déterminant pour les œuvres protestantes.
Le Réveil atteint aussi la province et les campagnes. Dans les Hautes-Alpes, Félix Neff, qui associe évangélisation, alphabétisation et développement économique, a un grand rayonnement.
D'un côté, les Réveils créent des communautés (souvent dissidentes de paroisses réformées) indépendantes de l'État. De l'autre ils infiltrent les paroisses concordataires et y sont présents et actifs, sous une forme souvent assagie. L'organisation religieuse du XIXe siècle donne à chaque paroisse une grande indépendance. Orthodoxes et libéraux tiennent à des Églises liées à l'État parce que ce lien empêche, selon eux, que de petits groupes s'emparent des paroisses et se les annexent. Les partisans du Réveil penchent plutôt pour la séparation des Églises et de l'État qui leur permettrait, pensent-ils, de renforcer leur influence.
En 1819-1820, l’évangéliste baptiste suisse Henri Pyt exerce  une influence déterminante dans plusieurs régions où sa prédication touche de nombreuses personnes, particulièrement à Genève, puis dans le Nord de la France, en Eure-et-Loir, au Pays basque et à Paris, ce qui conduit à la fondation de la Fédération des Églises évangéliques baptistes de France. En 2000, il y a 40 000 fidèles baptistes en France.
Le Réveil met en place des œuvres et les mouvements qui vont prendre le relais des églises pour diffuser le message évangélique et décupler les capacités d’influence des églises.
Certains de ces mouvements ou organisations sont nés en France, d’autres sont internationaux et arrivent en France et en Suisse sur les talons du Réveil :
- les Unions Chrétiennes de Jeunes Gens et leur équivalent féminin (en anglais YMCA et YWCA), sont fondées en Angleterre en 1844 par George Williams, un anglican devenu congrégationaliste à la suite de son expérience de Réveil. Ce mouvement touche 9 pays en 1851, se faisant le promoteur d’une vie saine et sainte par le sport, la réflexion intellectuelle et la pratique religieuse. La fondation officielle des Unions chrétiennes de Jeunes Gens en France et en Suisse date de 1852. Henry Dunant, futur fondateur de la Croix-Rouge fait partie de l’Union de Paris en 1852 ;
- la Mission populaire évangélique du pasteur Robert Whitaker McAll qui se lance en 1871 à Paris va donner lieu ensuite au développement :
  - du scoutisme protestant, le premier à apparaître en France soit sous forme confessionnelle (les Éclaireurs unionistes) soit sous forme laïque (les Éclaireurs de France), avant de s’étendre à d’autres milieux,
  - de coopératives appliquant les idées de l’École de Nîmes ;
- de multiples œuvres sociales issues du Réveil subsistent au XXIe siècle : les hospices de La Force fondées par John Bost (fils d’Ami Bost), les institutions dépendant des diaconesses de Strasbourg ou des diaconesses de Reuilly (on peut même y adjoindre la Croix-Rouge, puisque Henry Dunant avait été touché par le Réveil[16]}.

En 1958, puis en 1962, l'évangéliste international, T.L. Osborn contribue, lors de plusieurs conventions de centaines de milliers de non croyants, au réveil de la mission Tzigane, fondée par Clément Le Cossec.
Le pasteur Le Cossec est à l'origine d'un véritable réveil spirituel chez les tziganes en France mais aussi en Europe, en Inde, en Amérique du Nord et du Sud. On estime qu'il serait à l'origine de la conversion de plus de 100 000 nomades en France,. Ses partisans diront d'ailleurs de lui qu'il est « l'apôtre des Gitans ».

## Principaux acteurs de Réveil auXIXesiècle
- Frédéric Monod
- Adolphe Monod
- Alexandre Vinet
- Félix Neff
- Charles Cook
- Ami Bost
- Henri Pyt
- Jean-Frédéric Vernier
- Thomas Helwys (Angleterre)
- William Joseph Seymour (États-Unis)
- Charles Fox Parham (États-Unis)